# Campionato mondiale di scherma 2005 - Fioretto a squadre maschile
Il Campionato mondiale di scherma 2005 di Lipsia in Germania.
Fasi di qualificazione del fioretto a squadre maschile (15 ottobre).
Per la classifica finale generale vedi Classifica.

## Turni di eliminazione
| 1º turno (prima parte) | 1º turno (prima parte) | 1º turno (prima parte) | 1º turno (seconda parte) | 1º turno (seconda parte) | 1º turno (seconda parte) |
| ---------------------- | ---------------------- | ---------------------- | ------------------------ | ------------------------ | ------------------------ |
| Italia                 |                        | qual.                  | Ungheria                 | Ucraina                  | 35-32                    |
| Belgio                 | Danimarca              | 45-20                  | Turchia                  | Austria                  | 18-45                    |
| Russia                 |                        | qual.                  | Svezia                   | Spagna                   | 34-45                    |
| Giappone               | Hong Kong              | 45-27                  | Germania                 |                          | qual.                    |
| Cina                   |                        | qual.                  | Venezuela                | Gran Bretagna            | 32-45                    |
| Canada                 | Messico                | 45-28                  | India                    | USA                      | 12-45                    |
| Polonia                | Iran                   | 45-26                  | Brasile                  | Corea del Sud            | 28-45                    |
| Olanda                 | Portogallo             | 32-45                  | Francia                  |                          | qual.                    |

## 8idi finale
| 8i di finale | 8i di finale  | 8i di finale |
| ------------ | ------------- | ------------ |
| Italia       | Ungheria      | 45-25        |
| Belgio       | Austria       | 41-45        |
| Russia       | Spagna        | 26-34        |
| Giappone     | Germania      | 35-45        |
| Cina         | Gran Bretagna | 45-21        |
| Canada       | USA           | 31-45        |
| Polonia      | Corea del Sud | 45-35        |
| Portogallo   | Francia       | 30-45        |

## 4idi finale
| 4i di finale (9º-16º posto) | 4i di finale (9º-16º posto) | 4i di finale (9º-16º posto) | 4i di finale (1º-8º posto) | 4i di finale (1º-8º posto) | 4i di finale (1º-8º posto) |
| --------------------------- | --------------------------- | --------------------------- | -------------------------- | -------------------------- | -------------------------- |
| Ungheria                    | Belgio                      | 33-45                       | Italia                     | Austria                    | 45-27                      |
| Russia                      | Giappone                    | 45-26                       | Spagna                     | Germania                   | 30-45                      |
| Gran Bretagna               | Canada                      | 45-41                       | Cina                       | USA                        | 45-33                      |
| Corea del Sud               | Portogallo                  | 45-37                       | Polonia                    | Francia                    | 34-42                      |

## Semifinali
| Semifinali (13º-16º posto) | Semifinali (13º-16º posto) | Semifinali (13º-16º posto) | Semifinali (9º-12º posto) | Semifinali (9º-12º posto) | Semifinali (9º-12º posto) | Semifinali (5º-8º posto) | Semifinali (5º-8º posto) | Semifinali (5º-8º posto) | Semifinali (1º-4º posto) | Semifinali (1º-4º posto) | Semifinali (1º-4º posto) |
| -------------------------- | -------------------------- | -------------------------- | ------------------------- | ------------------------- | ------------------------- | ------------------------ | ------------------------ | ------------------------ | ------------------------ | ------------------------ | ------------------------ |
| Ungheria                   | Giappone                   | 38-45                      | Belgio                    | Russia                    | 31-44                     | Austria                  | Spagna                   | 21-45                    | Italia                   | Germania                 | 45-36                    |
| Canada                     | Portogallo                 | 40-43                      | Gran Bretagna             | Corea del Sud             | 45-42                     | USA                      | Polonia                  | 37-42                    | Cina                     | Francia                  | 31-45                    |

## Finale
| Finali    | Finali   | Finali        | Finali |
| --------- | -------- | ------------- | ------ |
| 15º posto | Ungheria | Canada        | 40-34  |
| 13º posto | Giappone | Portogallo    | 44-45  |
| 11º posto | Belgio   | Corea del Sud | 39-45  |
| 9º posto  | Russia   | Gran Bretagna | 45-44  |
| 7º posto  | Austria  | USA           | 36-35  |
| 5º posto  | Spagna   | Polonia       | 33-45  |
| 3º posto  | Germania | Cina          | 45-40  |
| 1º posto  | Italia   | Francia       | 32-45  |